# Ladrilleras del Refugio
Ladrilleras del Refugio es una localidad del estado mexicano de Guanajuato. Es parte del municipio de León.

## Demografía
| Censo | Población |
| ----- | --------- |
| 2000  | 1 016     |
| 2010  | 1 642     |
| 2020  | 1 815     |